# Mingoval
Mingoval ist eine französische Gemeinde mit 231 Einwohnern (Stand 1. Januar 2022) im Arrondissement Arras des Départements Pas-de-Calais. Sie liegt im Kanton Avesnes-le-Comte und ist Mitglied des Kommunalverbandes Campagnes de l’Artois.
|               | Caucourt |                   |
| Béthonsart    | Kompass  | Villers-Châtel    |
| Savy-Berlette |          | Aubigny-en-Artois |

## Sehenswürdigkeiten

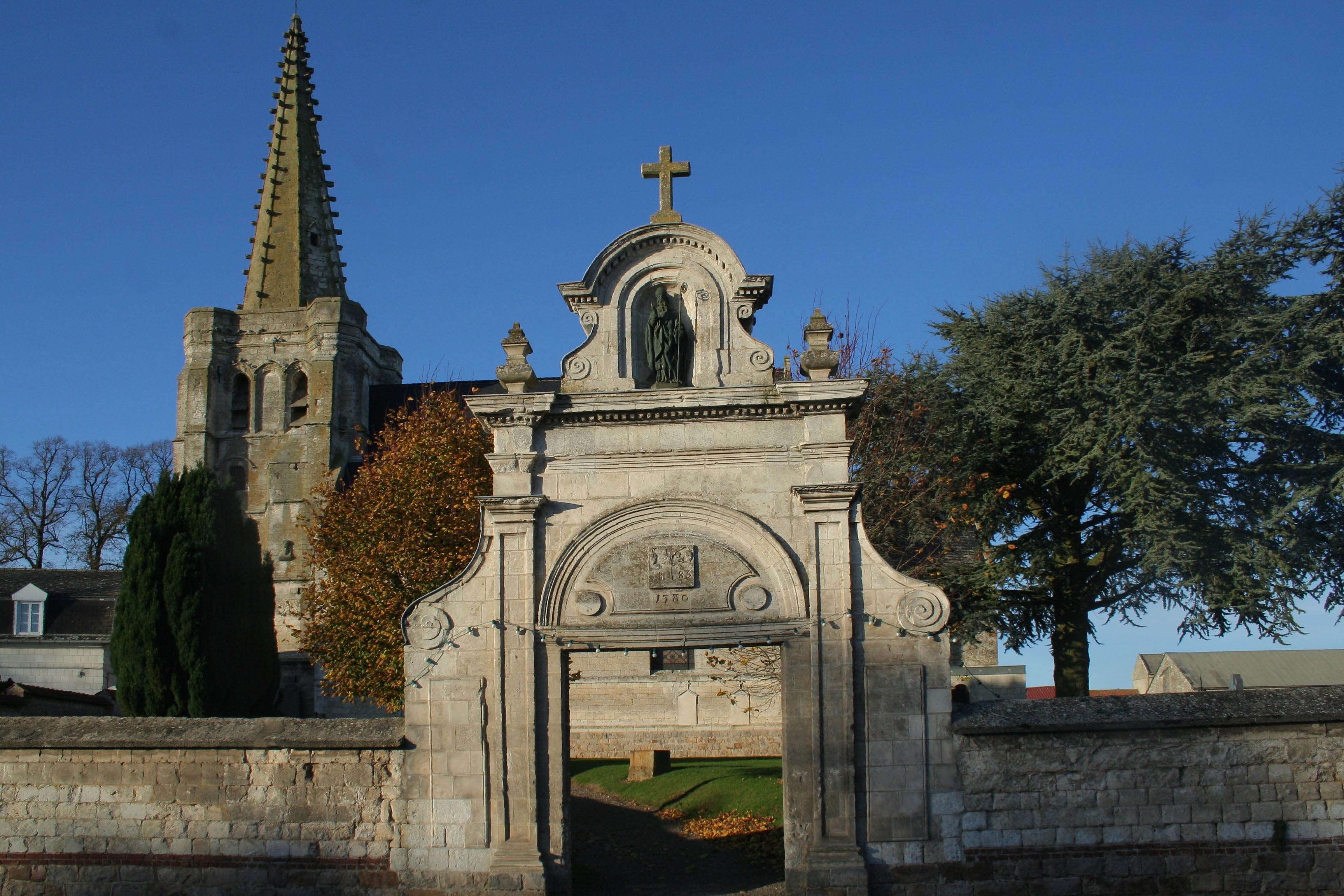
Kirche Saint-Liévin